# Потапенко Ростислав Костянтинович
Ростислав Костянтинович Потапенко (нар. 22 квітня 1997, Львів, Львівський район, Львівська область, Україна) — український підприємець, співласник мережі ресторанів «Salalat» та клінінгової компанії «Chystota», співзасновник благодійного фонду «603.7», засновник партнерської програми «cpahome», блогер.

## Життєпис
У віці 16 років почав займатись електронною комерцією, розвитком спільнот та чатів у соцмережах, здійснював продаж реклами у цих спільнотах на умовах відсоткової винагороди. В подальшому створив власну мережу спільнот, на яких сформував свій початковий капітал і інвестував його у розвиток власної справи.
У 2019 року дізнався про арбітраж трафіку, заснував свою команду та створив мережу з понад 300 телеграм-каналів та аудиторією у 7 мільйонів підписників.
Активно займався різними видами спорту, зокрема змішаними бойовими мистецтвами (MMA), брав участь у двох поєдинках на арені, в обох вийшов переможцем. Також брав участь у регіональних футбольних чемпіонатах міста Київ у складі FC Kyiv. 
За власними словами, у 2019 року заснував повноцінну арбітражну команду та з роками розвинув її до міжнародних масштабів. Брав участь у міжнародних бізнес-форумах, присвячених цій тематиці, та виступав у ролі спікера..
У березні 2022 року Ростислав придбав частку в клінінговій компанії «Чистота», яка на той час здійснювала діяльність у Львові. З того часу компанія розширила свою присутність і наразі функціонує також у Києві, Одесі, Вроцлаві, Кракові та Варшаві.
У жовтні 2022 року Ростислав придбав частку в мережі ресторанів Salalat, яка на той час складалася з двох закладів у Львові, розташованих на вулиці Крива Липа та на Площі Соборній, наразі вона включає п'ять ресторанів.
У 2023 році став співзасновником благодійного фонду 603.7, метою якого є акумулювання коштів на підтримку Збройних сил України та допомогу постраждалим цивільним особам.
З 2024 року виїхав за межі країни та наразі проживає у Варшаві.
15 вересня 2024 року Ростислав Потапенко придбав автівку McLaren 570S Coupé орієнтовною вартістю 250 000$

## Розслідування
Потапенко Ростислав був одним з фігурантів в розслідуванні УП від Михайла Ткача де Олександра Слобоженка і його друзів було звинувачено в ухиленні від мобілізації та виїзду закордон.
За даними правоохоронців Ростислав Потапенко від початку повномасштабного вторгнення 8 разів виїжджав за межі країни, щоразу отримував дозволи від ГУР Міноборони.

## Кар'єра
З 2016 року — SMM-менеджер.
2017 — зайнявся e-commerce.
2019— заснував медіабаїнгову компанію «TrafficKings», відкрив свою партнерську програму «cpahome»
2022 — придбав частку у мережі ресторанів Salalat та клінінгової компанії Chystota.
2023  — став співзасновником благодійного фонду «603.7».